# I misteri di Murdoch
I misteri di Murdoch (Murdoch Mysteries) è una serie televisiva canadese del 2008 di genere poliziesco ambientata a Toronto sul finire del XIX secolo, tratta dai romanzi gialli di Maureen Jennings.
In Canada la prima stagione è stata trasmessa nel 2008 e la seconda stagione nel 2009, mentre in Italia sono state entrambe trasmesse con un anno di ritardo su Rai 3, che ha proseguito soltanto fino alla settima stagione, durante l'access prime time. Dal 2021 Giallo ha iniziato a trasmettere in prima visione le successive stagioni.

## Trama
William Murdoch è un giovane detective della polizia canadese di fine Ottocento (personaggio ispirato a John Wilson Murray, detective della polizia canadese dell'epoca vittoriana), trasferito a Toronto nel distretto comandato dall'ispettore Thomas Brackenreid, con il quale entra in conflitto sulla metodologia nel seguire le indagini. Brackenreid è ancora legato ai metodi del passato (compresa la possibilità di pestare i sospetti), mentre Murdoch ha una notevole preparazione scientifica ed è un seguace dei nuovi metodi investigativi (impronte digitali, sorveglianza dei sospetti, analisi del sangue, medicina legale e altro ancora); i due dovranno lavorare per un po' prima di riuscire a stabilire un minimo di intesa. Murdoch fa la conoscenza (e con il tempo si innamora) della dottoressa Julia Ogden, donna di buona famiglia in fuga da un ambiente soffocante e retrogrado rispetto alla condizione femminile nella società; altro alleato è l'ingenuo ma onesto agente George Crabtree, la cui immaginazione deve essere stemperata sia dalle obiezioni di Murdoch alle sue teorie, sia dalla direzione spiccia di Brackenreid.
Nel corso della serie i personaggi hanno a che fare con crimini di tutti i tipi: assassini, morti accidentali o presunte tali, suicidi mascherati da omicidi, spiritismo, rapine in banca, furti, delitti in stanze chiuse, creazioni scientifiche a volte poco credibili, a volte reali (o quantomeno realistiche). A fare da comprimari ci sono una lunga serie di personaggi noti dell'età vittoriana e del primo Novecento: dalla stessa regina Vittoria a sir Winston Churchill, passando per Buffalo Bill, Annie Oakley, Herbert George Wells, Nicola Tesla, Wilfrid Laurier, Jack London, sir Arthur Conan Doyle, Oliver Mowat, i fratelli Wright, Alexander Graham Bell, Thomas Edison, Henry Ford, Harry Houdini, Emma Goldman, W.C. Fields, Mark Twain, Guglielmo Marconi, Tom Thomson.

## Episodi
Per la nona, decima e undicesima stagione sono stati prodotti, insieme agli episodi regolari, degli speciali natalizi di due ore considerati come episodi extra.
| Stagione                 | Episodi | Prima TV originale | Prima TV Italia |
| ------------------------ | ------- | ------------------ | --------------- |
| Prima stagione           | 13      | 2008               | 2009            |
| Seconda stagione         | 13      | 2009               | 2010-2011       |
| Terza stagione           | 13      | 2010               | 2011            |
| Quarta stagione          | 13      | 2011               | 2012-2013       |
| Quinta stagione          | 13      | 2012               | 2013            |
| Sesta stagione           | 13      | 2013               | 2014            |
| Settima stagione         | 18      | 2013-2014          | 2015-2016       |
| Ottava stagione          | 18      | 2014-2015          | 2021            |
| Nona stagione            | 18 + 1  | 2015-2016          | 2021-2022       |
| Decima stagione          | 18 + 1  | 2016-2017          | 2022            |
| Undicesima stagione      | 18 + 1  | 2017-2018          | 2022-2023       |
| Dodicesima stagione      | 18      | 2018-2019          | 2024            |
| Tredicesima stagione     | 18      | 2019-2020          | inedita         |
| Quattordicesima stagione | 11      | 2021               | inedita         |
| Quindicesima stagione    | 24      | 2021-2022          | inedita         |
| Sedicesima stagione      | 24      | 2022-2023          | inedita         |
| Diciassettesima stagione | 24      | 2023-2024          | inedita         |
| Diciottesima stagione    | 22      | 2024-2025          | inedita         |

## Personaggi

### Protagonisti
- William Murdoch: giovane investigatore della polizia (personaggio ispirato a John Wilson Murray, detective della polizia canadese vissuto in epoca vittoriana), ha fatto esperienza altrove prima di essere trasferito a Toronto. I suoi metodi innovativi e la notevole cultura scientifica entrano subito in contrasto con i sistemi vecchia scuola del suo superiore, l'ispettore Brackenreid, ma presto la sua preparazione convincerà il suo capo. L'agente George Crabtree diventa subito suo ammiratore, desiderando seguirne le orme. Durante le sue indagini William Murdoch incontra e interagisce con noti personaggi del tempo (Alexander Bell, Nikola Tesla, Harry Houdini e altri), che fanno da consulenti spiegandogli i segreti più difficili dei rispettivi campi; il detective ha a che fare anche con casi dai risvolti soprannaturali, in un'epoca in cui la scienza era ancora alla portata di pochi.
Murdoch prova subito grande stima e amicizia per la dottoressa Julia Ogden, il medico legale della città; la loro intesa diverrà poi amore, ma William è troppo indeciso e ben educato per farsi avanti. Quando finalmente è pronto a dichiararsi nella terza stagione, Julia ha già deciso di trasferirsi a Buffalo per dirigere il reparto pediatrico dell'ospedale S.James, seguendo un collega che la stima.
Alla fine della quarta stagione Murdoch viene accusato di un delitto; è incarcerato su ordine di un funzionario di un altro distretto, ma viene aggiornato da Brackenreid e Crabtree e riesce a intuire chi sia il colpevole, scoprendo che l'assassina e la vittima sono collegati a un vecchio caso da lui seguito a Ottawa. Preso dal rimorso lascia fuggire la donna e decide di dare le dimissioni per non mettere nei guai Brackenreid e lascia la città, poiché la dottoressa Ogden si è appena sposata (pur con molti dubbi). All'inizio della quinta stagione va in Klondike per la corsa all'oro, ma anche qui deve indagare su un delitto; convincendosi che le sue abilità sono sprecate ritorna a Toronto, dove l'ispettore che lo aveva accusato ora è stato promosso a ispettore-capo, diventando superiore dell'ispettore Brackenreid (che ha mentito per Murdoch). Ritrova anche Julia Ogden, il cui matrimonio ha degli scossoni, e alla fine della stagione 5 i due si baciano a una festa per l'ultimo Capodanno del secolo.
- Thomas Brackenreid: ispettore di polizia e capo del distretto, sposato da anni, Brackenreid è un poliziotto vecchio stampo, preferisce le maniere forti ai ragionamenti. Lo strano investigatore tutto provette e calcoli è un'assurdità ai suoi occhi, ma i successi lo convincono che il progresso avanza e non può farci niente; questo non lo aiuta a gestire le tesi astruse e complicate di Murdoch, che gli provocano sconforto o un gran mal di testa. È un uomo tutto di un pezzo, ossequioso verso i superiori ma non al punto da esserne il burattino; al primo posto per lui c'è sempre la legge.
Amante del whiskey (ma non alcolizzato), Brackenreid ha avuto problemi di dipendenza dalla cocaina, da cui si liberato con grande sforzo.
- Julia Ogden: medico legale a Toronto, ha sempre desiderato lavorare in un ospedale, ma il clima ancora troppo maschilista l'ha costretta a ripiegare su un altro incarico. È amica fin dall'inizio di Murdoch perché lui la tratta da pari e la loro storia si evolve in amore; irrigidita dalle convenzioni, non compie il primo passo attendendolo da Murdoch, ma l'indecisione di lui viene scambiata per semplice cortesia nei suoi confronti, quindi decide di accettare la proposta di un collega chirurgo. Egli la convince a seguirlo a Buffalo, dove la dottoressa si specializza prima di fare ritorno a Toronto; qui si sposa con un altro dottore, un giovane collega di Buffalo, scoprendo solo pochi giorni prima della cerimonia che William aveva intenzione di chiedere la sua mano ma ha taciuto al ritorno di lei.
Prima del matrimonio lei gli lascia un biglietto chiedendogli di venire a fermare la funzione se la ama sinceramente, ma William (che ha fatto fuggire un'assassina per senso di colpa) preferisce partire. Mesi dopo, quando William Murdoch è tornato, Julia comincia a capire gli errori del suo matrimonio: prima di tutto l'essersi rifugiata in una vita convenzionale come moglie di un uomo affermato (come la sua famiglia voleva); poi il dovere retrocedere dalle sue intuizioni più innovative, come l'idea di pubblicizzare l'importanza dei contraccettivi o il desiderio di studiare la psicologia e applicarla al comportamento criminale; infine una vita sociale fatta di aderenza a uno stile sempre più antiquato. Il marito Darcy, dapprima cieco a questi piccoli cambiamenti, alla fine capisce e decide che è meglio separarsi civilmente e Julia torna libera in tempo per il Capodanno di fine secolo e per baciare Murdoch per la prima volta ufficialmente (ma si erano già baciati in precedenza). Tuttavia, durante la sesta stagione, Darcy ha un ripensamento e ostacola la procedura di divorzio; furiosa, Julia propone a Murdoch di andare a convivere insieme a costo di creare uno scandalo, ma il detective la dissuade gentilmente e la convince ad aspettare.
 Il loro matrimonio avviene all'inizio dell'ottava stagione, dopo che Julia è rimasta vedova in seguito all'uccisione di Darcy Garland.
- George Crabtree: semplice agente del distretto, George è ingenuo ma volenteroso e ha una fervida immaginazione, cosa che irrita l'ispettore Brackenreid; la sua ammirazione per Murdoch accresce le sue fantasiose teorie sui crimini trattati, spingendolo con il tempo a cambiare ambizione. Invece di diventare detective sceglie di scrivere romanzi e riesce anche a farne pubblicare uno. Dopo il matrimonio della dottoressa Ogden il suo posto di medico viene preso dalla giovane Emily Grace, con cui George entra in sintonia rivivendo in scala minore la storia tra la Ogden e Murdoch.

### Guest stars
In alcuni episodi, nel corso delle svariate e numerose stagioni di questa serie TV, sono apparse molte celebrità, tra le quali William Shatner, Wendy Crewson, Victor Garber, Jo Joyner, Ed Asner, Anastasia Phillips, Stephen McHattie, Giacomo Gianniotti.

## Produzione
La serie è stata rinnovata per una quindicesima stagione di 24 episodi, in onda in Canada a partire dal 13 settembre 2021.
Tramite una storia su instagram del 30 maggio 2022, l'attore Yannick Bisson conferma il rinnovo della serie per una sedicesima stagione e l'inizio ufficiale delle riprese. Il 1º giugno è stato confermato che la sedicesima stagione avrà un totale di 24 episodi.
Nel 2024 la serie è giunta alla diciottesima stagione.
Il 1° maggio, la série è stata rinnovata per una diciannovesima stagione di 21 episodi.

## Crossover
La serie ha alcuni crossover con due serie ambientate diversi anni dopo: Frankie Drake Mysteries e Republic of Doyle.